# Diarmid Heidenreich
Diarmid Heidenreich es un actor de cine y televisión australiano, conocido por haber interpretado a Matthew Quinn en la serie Water Rats.

## Biografía
En 2003 Diarmid se casó con la periodista y editora Genevieve Quigley. La pareja tiene una hija, Ivory Heidenreich Quigley, y un hijo, Jasper Heidenreich Quigley.

## Carrera
Diarmid apareció como Dougie el chico Pizza en la serie de comerciales de Pizza Hut en Australia.
En 2000 se unió al elenco de la serie Water Rats, donde interpretó al detective de policía Matthew Quinn hasta 2001. En 2003 apareció como invitado en un episodio de la exitosa serie Mcleod's Daughters donde dio vida a Toby Frye. En 2005 apareció en la película The Great Raid, donde interpretó al soldado Daly junto a Sam Worthington, Benjamin Bratt y James Franco. En 2009 se unió como personaje recurrente a la serie Packed to the Rafters, donde interpretó al chico malo Camel, hasta 2011.
En 2010 se unió al elenco de la serie Underbelly: The Golden Mile, donde interpretó a Eddie "Parrot" Gould, un detective corrupto de Kings Cross. En 2011 interpretó al cantinero Joey Butler en la serie Wild Boys. Ese mismo año apareció como invitado en un episodio de la serie Sea Patrol interpretando a Heath McGinley. El 1 de abril de 2015 se unió al elenco recurrente de la popular serie australiana Home and Away, donde interpretó al criminal Trevor "Gunno" Gunson, un hombre que representa una amenaza para Darryl Braxton (Steve Peacocke) y su familia. Poco después apareció en el primer especial de la serie, titulado Home and Away: An Eye for An Eye, donde volvió a dar vida a Gunno el 9 de diciembre del mismo año. En 2016 volvió a interpretar a Gunno en el segundo especial Home and Away: Revenge y finalmente en 2017 apareció por última vez en el tercer especial Home and Away: All or Nothing después de que su personaje fuera asesinado por Ash. Anteriormente había aparecido por primera vez en la serie en 1991, cuando dio vida a Colin en el episodio # 1.820.

## Filmografía

### Series de televisión
| Año         | Título                       | Personaje             | Notas                        |
| ----------- | ---------------------------- | --------------------- | ---------------------------- |
| 2015        | Home and Away                | Trevor Gunson         | 12 episodios                 |
| 2012        | Bikie Wars: Brothers in Arms | Shifty                | 2 episodios                  |
| 2011        | Wild Boys                    | Joey Butler           | 3 episodios                  |
| 2011        | Sea Patrol                   | Heath McGinley        | episodio "Eye for an Eye"    |
| 2009 - 2011 | Packed to the Rafters        | Camel                 | 9 episodios                  |
| 2010        | Underbelly: The Golden Mile  | Eddie "Parrot" Gould  | 10 episodios                 |
| 2009        | The Cut                      | Jason Kerslake        | 4 episodios                  |
| 2003        | Mcleod's Daughters           | Toby Frye             | 4 episodios                  |
| 2000 - 2001 | Water Rats                   | Oficial Matthew Quinn | 45 episodios                 |
| 1996        | Big Sky                      | Dingo McKay           | episodio "Good Luck Baby"    |
| 1995        | Echo Point                   | Dean Loman            | tv serie                     |
| 1991        | Home and Away                | Colin                 | episodio # 1.820             |
| 1991        | G.P.                         | Sam                   | episodio "No Time for Games" |
| 1990        | Seven Deadly Sins            | -                     | -                            |
| 1989        | Crimeboker                   | -                     | -                            |
| 1988        | Death in the Afternoon       | -                     | -                            |

### Películas
| Año  | Título                           | Personaje     | Notas                                                                                              |
| ---- | -------------------------------- | ------------- | -------------------------------------------------------------------------------------------------- |
| 2017 | Home and Away: All or Nothing    | Trevor Gunson | junto a Nicholas Westaway, Dan Ewing, Kyle Pryor, George Mason, Lisa Gormley y Samantha Jade       |
| 2016 | Home and Away: Revenge           | Trevor Gunson | junto a Dan Ewing, Lisa Gormley, Kyle Pryor, George Mason, Nicholas Westaway y Alea O'Shea         |
| 2015 | Home and Away: An Eye for An Eye | Trevor Gunson | junto a Dan Ewing, Nicholas Westaway, Lisa Gormley, Isabella Giovinazzo, Kyle Pryor y George Mason |
| 2014 | Love of my Life                  | Julius        | junto a Peter O'Brien, Bel Deliá y Michael Budd                                                    |
| 2008 | Eleven                           | Mike          | corto - junto a Robert Mammone & Socratis Otto                                                     |
| 2007 | Bathing Franky                   | Steve         | -                                                                                                  |
| 2005 | The Great Raid                   | Soldado Daly  | junto a Sam Worthington, James Franco & Robert Mammone                                             |
| 2002 | Help Me                          | Ben           | corto                                                                                              |
| 2001 | The Pugilist                     | Henry         | corto                                                                                              |
| 2001 | The Date                         | -             | corto                                                                                              |
| 2001 | Evolution                        | Paul          | corto                                                                                              |
| 2001 | My Life                          | Diarmid       | corto                                                                                              |
| 2000 | Kebab Culture                    | Borracho      | corto                                                                                              |
| 2000 | The Big Day                      | Novio         | corto                                                                                              |
| 2000 | The Door                         | Anthony       | corto                                                                                              |
| 1996 | Schindlers Lift                  | Daniel        | corto                                                                                              |

### Director
| Año  | Título       | Notas    |
| ---- | ------------ | -------- |
| 2001 | The Pugilist | director |
| 2001 | The Date     | director |
| 2001 | Evolution    | director |
| 2001 | My Life      | director |

### Apariciones
| Año         | Comerciales | Personaje |
| ----------- | ----------- | --------- |
| 1994 - 1998 | Pizza Hut   | Dougie    |

### Teatro
| Año        | Obra                                  | Personaje         | Director (a)   | Teatro | Notas                                |
| ---------- | ------------------------------------- | ----------------- | -------------- | ------ | ------------------------------------ |
| 2000       | No Way to Forget                      | Varios Personajes | Glen Shea      | -      | junto a Irene Guzowski & Greg Parker |
| 2000       | Harry's War                           | Mitch Harris      | Glen Shea      | -      | -                                    |
| 1993       | Guys and Dolls (musical)              | Skye Masterson    | Janette Dutton | -      | -                                    |
| 1980, 1990 | List Available Upon Request (musical) | -                 | -              | -      | -                                    |